# Chironomus tentans
Chironomus tentans es una especie de quironómido nematócero perteneciente al género Chironomus, categorizada en la tribu Chironomini, de la subfamilia Chironominae. Fue descrita por Johan Christian Fabricius en 1805.
Este ejemplar es válido y aceptado y aparece registrado en una sección de la publicación Systema antliatorum secundum ordines, genera, species... xiv+15-372+[1]+30 pp. C. Reichard, Brunsvigae de 1805 del autor Fabricius, J.C.

## Distribución
Se distribuye por Países Bajos, Reino Unido, Estados Unidos, Finlandia, Noruega, Ucrania y Canadá.